# Alonso de Ojeda
Alonso de Ojeda (Torrejoncillo del Rey, Cuenca, 1466 — Santo Domingo, 1516) foi um navegador espanhol.

## Carreira
Almirante da marinha espanhola, participou da busca da rica província aurífera de Cibao em cuja expedição teve de socorrer o alcaide da Fortaleza de Santo Tomás, do ataque dos indígenas, liderados pelo cacique Caonabó, onde este acabou sendo preso.
Como recompensa recebeu dos reis católicos a concessão de seis léguas de terreno em Maguana. Em pouco tempo partiu para a Espanha, onde, devido à sua estreita relação com o Bispo Fonseca, conseguiu permissão para organizar uma viagem ao Novo Mundo.
Em maio de 1499, a expedição comandada pelo navegador espanhol Alonso de Ojeda  alcança a foz do rio Orinoco, penetra no golfo de Pária e chega a Ilha de Margueritta (atual Venezuela). Ao adentrar o golfo de Maracaibo, deparou-se com uma aldeia erguida sobre palafitas. Hojeda chamou-a de Venezuela, ou "pequena Veneza", daí surge o nome do país. 
Em 1501 foi nomeado governador da ilha de Cuquibacoa, para onde partiu no ano seguinte na companhia de Juan de Vergara e García de Ocampo.
Em 1507 recebeu a missão de percorrer a costa da Nova Andaluzia e parte da bacia de Cartagena das Índias próximo à costa. Após uma campanha contra os índios, fundou, em fevereiro de 1510, San Sebastián de Urabá, Colômbia, o primeiro assentamento europeu no continente sul-americano.
Mudou-se para Santo Domingo, onde morreu, pobre e abandonado, em 1516.